# Álmatlanság (film, 2017)
Az Álmatlanság (eredeti cím: Sleepless) 2017-ben bemutatott amerikai bűnügyi akciófilm, amelyet Andrea Berloff forgatókönyvéből Baran bo Odar rendezett. A főszerepben Jamie Foxx, T.I., Michelle Monaghan, Dermot Mulroney, David Harbour, Gabrielle Union és Scoot McNairy látható. A film forgatása 2015. június 15-én kezdődött Atlantában és Las Vegasban.
Az Amerikai Egyesült Államokban 2017. január 13-án mutatták be, Magyarországon kizárólag DVD-n jelent meg szinkronizálva 2017. június 9-én, a Bontonfilm forgalmazásában.

## Rövid történet
Egy maffiavezér bosszúból elrabolja egy őt megkárosító férfi fiát. Az elkeseredett apa kénytelen a törvény ellen fordulni és mindent megtenni azért, hogy kiszabadítsa a fiút és végezzen a drogbáróval.

## Szereplők
| Színész             | Szerep          | Magyar hang          |
| ------------------- | --------------- | -------------------- |
| Jamie Foxx          | Vincent Downs   | Fenyő Iván           |
| Michelle Monaghan   | Jennifer Bryant | Szávai Viktória      |
| Scoot McNairy       | Rob Novak       | Kaszás Gergő         |
| David Harbour       | Doug Dennison   | Szabó Sipos Barnabás |
| Dermot Mulroney     | Stanley Rubino  | Epres Attila         |
| Octavius J. Johnson | Thomas          | Jéger Zsombor        |
| Gabrielle Union     | Dena Smith      | Mezei Kitty          |
| T.I.                | Sean Cass       | Orosz Ákos           |

## Fogadtatás

### Kritikai visszhang
A film általánosságban negatív értékeléseket kapott a kritikusoktól. A Metacritic oldalán a film értékelése 33% a 100-ból, ami 13 véleményen alapul. A Rotten Tomatoeson az Álmatlanság 22%-os minősítést kapott, 50 értékelés alapján.

### Bevételi adatok
Az Álmatlanság bevételi szempontból is rosszul teljesített. A 30 millió dolláros költségvetését sem hozta vissza, ugyanis kb. 29,5 millió dolláros bevételt termelt.